# Зернолуск антильський
Зернолу́ск антильський (Saltator albicollis) — вид горобцеподібних птахів родини саякових (Thraupidae). Мешкає на Малих Антильських островах.

## Підвиди
Виділяють два підвиди:
- S. a. albicollis Vieillot, 1817 — Мартиніка і Сент-Люсія;
- S. a. guadelupensis Lafresnaye, 1844 — Гваделупа і Домініка.

## Поширення і екологія
Антильські зернолуски мешкають на Мартиніці, Сент-Люсії, Гваделупі, Домініці, трапляються в Сент-Кіттс і Невісі. Вони живуть в сухих тропічних лісах і чагарникових заростях, в мангрових заростях і садах. Зустрічаються на висоті до 500 м над рівнем моря. Живляться насінням, плодами, бруньками і комахами. Гніздо чашоподібне, зроблене з рослинних волокон, встелене шерстю або пір'ям.